# Bī Bakrān
Bī Bakrān (persiska: بيبَكران, بونكَران, بی بکران, Bībakrān) är en ort i Iran.   Den ligger i provinsen Västazarbaijan, i den nordvästra delen av landet, 600 km väster om huvudstaden Teheran. Bī Bakrān ligger 1 458 meter över havet och antalet invånare är 214.
Terrängen runt Bī Bakrān är varierad. Bī Bakrān ligger nere i en dal.Runt Bī Bakrān är det ganska tätbefolkat, med 185 invånare per kvadratkilometer. Närmaste större samhälle är Nergī, 4,0 km norr om Bī Bakrān. Trakten runt Bī Bakrān består i huvudsak av gräsmarker.